# توموسوکه فوناکی
توموسوکه فوناکی (انگلیسی: Tomosuke Funaki؛ زادهٔ ۱ ژانویهٔ ۱۹۰۱) آهنگساز اهل ژاپن است.